# Никифоров, Иван Васильевич
Иван Васильевич Никифоров (1905—1977) — советский инженер-строитель, Герой Социалистического Труда (1958).

## Биография
Родился в 1905 году в селе Сясьские Рядки Санкт-Петербургской губернии (ныне в составе города Сясьстрой Ленинградской области)
Трудиться начал с 13 лет: учеником продавца, сезонным рабочим в дорожном управление, с 1923 года работал кочегаром на речном пароходе, с 1926 — на строительстве бумажного комбината. В 1927—1928 годах работал секретарём волостного комитета ВЛКСМ. В 1928 году вступил в ВКП(б).
В 1928—1930-х годах проходил срочную службу. Служил в части ПВО в Ленинграде, за время службы окончил подготовительные курсы для поступления в вуз.
В 1935 году окончил Ленинградский политехнический институт по специальности «Гидравлические машины», после чего работал конструктором, заместителем начальника гидротурбинного цеха, старшим инженером по монтажу на Ленинградском металлическом заводе.
Принимал участие в Великой Отечественной войне, вступив в ряды народного ополчения. Однако уже в декабре 1941 года был отозван с фронта для восстановления Волховской ГЭС. Руководил монтажом турбин, давших электроэнергию в блокированный Ленинград в сентябре 1942 года по проложенному по дну Ладожского озера кабелю. Затем руководил монтажом гидроагрегатов при восстановлении Нижне-Свирской ГЭС.
В 1947—1951 годах занимался партийной работой: был вторым секретарём Лодейнопольского райкома партии.
С 1951 года работал в тресте «Спецгидроэлектромонтаж». Был начальником монтажного участка на строительстве Цимлянской ГЭС, затем трудился на строительстве Куйбышевской ГЭС им. В. И. Ленина.
Был одним из инициаторов метода совмещенного крупноблочного монтажа гидроагрегатов. Его предложение совместить монтаж нижнего узла закладных частей турбин с бетонированием перекрытия спиральной камеры позволило существенно сократить сроки строительно-монтажных работ.
В 1959 году стал начальником Ленинградского монтажного участка треста «Спецгидроэлектромонтаж». Жил в Ленинграде. Скончался в 1977 году, похоронен на Большеохтинском кладбище.

## Награды и звания
- Звание Герой Социалистического Труда (1958);
- Два ордена Ленина (1952, 1958);
- орден Трудового Красного Знамени (1945);
- медали.